# Władimir Mielnik
Władimir Jurjewicz Mielnik (ros. Владимир Юрьевич Мельник; ur. 21 lipca 1980 w Biełgorodzie) – rosyjski siatkarz grający na pozycji przyjmującego. Od sezonu 2016/2017 jest zawodnikiem Zenitu Kazań.

## Sukcesy klubowe
Puchar Rosji:
- 1998, 1999, 2000, 2001, 2016

Mistrzostwo Rosji:
- 2000, 2002, 2003, 2017
- 1999
- 2006, 2007

Puchar CEV:
- 2002, 2006

Liga Mistrzów:
- 2003, 2017
- 2004

Puchar Top Teams:
- 2007

Superpuchar Rosji:
- 2016

Klubowe Mistrzostwa Świata:
- 2016

## Sukcesy reprezentacyjne
Liga Europejska:
- 2005

Mistrzostwa Europy:
- 2005

Liga Światowa:
- 2009[3]